# احسن خان
احسن خان (انگلیسی: Ahsan Khan؛ زادهٔ ۹ اکتبر ۱۹۸۱) مجری تلویزیون، بازیگر سینما و تلویزیون اهل پاکستان است.
از فیلم‌ها یا برنامه‌های تلویزیونی که وی در آن نقش داشته‌است می‌توان به سلطنت، بلی و عشق خدا اشاره کرد.